# Euasteron harveyi
Euasteron harveyi là một loài nhện trong họ Zodariidae.
Loài này thuộc chi Euasteron. Euasteron harveyi được Barbara C. Baehr miêu tả năm 2003.